# Javorani
Javorani är ett samhälle i Bosnien och Hercegovina.   Det ligger i entiteten Republika Srpska, i den centrala delen av landet, 120 km nordväst om huvudstaden Sarajevo. Javorani ligger 502 meter över havet och antalet invånare är 1 289.
Terrängen runt Javorani är kuperad, och sluttar norrut.Runt Javorani är det ganska tätbefolkat, med 67 invånare per kvadratkilometer.. Närmaste större samhälle är Banja Luka, 18,5 km norr om Javorani. 
Omgivningarna runt Javorani är en mosaik av jordbruksmark och naturlig växtlighet.